# Heiligenbrunnmühle
Heiligenbrunnmühle ist ein Gemeindeteil von Büchlberg im niederbayerischen Landkreis Passau.
Die Einöde hat insgesamt 12 Einwohner.